# Liste von Musical-Komponisten
Die Liste von Musical-Komponisten beinhaltet die bekanntesten Komponisten und ihre wichtigsten Musicals. Sie enthält Komponisten, die entweder selbst einen Eintrag in der Wikipedia haben oder deren Musical einen Eintrag hat. Andere Komponisten, die diese Kriterien nicht erfüllen, finden sich auf der Diskussionsseite.
Die Liste ist alphabetisch sortiert nach dem Nachnamen des Komponisten.

### A
- Richard Adler (The Pajama Game, Damn Yankees)
- Benny Andersson und Björn Ulvaeus (Chess, Kristina från Duvemåla, Mamma Mia!)
- Harold Arlen (Der Zauberer von Oz, Jamaica)

### B
- Burt Bacharach (Promises, Promises)
- Lionel Bart (Oliver!)
- Sara Bareilles (Waitress)
- Irving Berlin (Annie Get Your Gun, Miss Liberty, Call Me Madam)
- Leonard Bernstein (On the Town, Wonderful Town, West Side Story, Candide, 1600 Pennsylvania Avenue)
- Jerry Bock (She Loves Me, Anatevka)
- Jason Robert Brown (Songs For A New World, Parade, The Last Five Years, Urban Cowboy)

### C
- Warren Casey und Barry Gibb (Grease)
- Frank Churchill (Schneewittchen und die sieben Zwerge, Dumbo, Bambi)
- Cy Coleman (Little Me, Sweet Charity, Seesaw, I Love My Wife, On the Twentieth Century, Barnum, City of Angels, The Life)
- Phil Collins (Tarzan)

### F
- George Fenton (Mrs Henderson Presents)

### G
- Peter Gabriel (Millennium Dome Show, basierend auf The Story of OVO)
- George Gershwin (Lady, Be Good; Tip-Toes; Oh, Kay!, Strike Up the Band, Funny Face, Rosalie, Show Girl, Girl Crazy, Of Thee I Sing, Pardon My English, Let ’Em Eat Cake, Shall We Dance)
- Barry Gibb und Warren Casey (Grease)
- Janusz Grzywacz (Pan Twardowski)

### H
- Marvin Hamlisch (A Chorus Line, They’re Playing Our Song, Smile, The Goodbye Girl, Sweet Smell of Success)
- Oscar Hammerstein und Richard Rodgers (Oklahoma!, Carousel, South Pacific, The King and I, Cinderella, The Sound of Music)
- Lorenz Hart und Richard Rodgers (On Your Toes, Babes in Arms, The Boys from Syracuse, Pal Joey)
- Jerry Herman (Hello, Dolly!; Mame, Dear World, La Cage aux Folles)
- Esther Hilsberg (Barricade)

### J
- Elton John (Aida, Der König der Löwen, Billy Elliot)
- Tom Jones und Harvey Schmidt (The Fantasticks, Mirette)

### K
- John Kander (Cabaret, Chicago, The Act, Kuss der Spinnenfrau)
- Jerome Kern (Sally, Sunny, Show Boat, Roberta)
- Henry Krieger (Dreamgirls, The Tap Dance Kid, Side Show)

### L
- Jonathan Larson (Tick, Tick… BOOM!; Rent)
- Cyndi Lauper (Kinky Boots)
- Mitch Leigh (Der Mann von La Mancha)
- Alan Lerner und Frederick Loewe (Brigadoon, Paint Your Wagon, My Fair Lady, Camelot, Gigi)
- Sylvester Levay (Elisabeth, Mozart!, Rebecca, Marie Antoinette)
- Frank Loesser (Guys and Dolls, Hans Christian Andersen, How to Succeed in Business Without Really Trying)
- Frederick Loewe und Alan Lerner (Brigadoon, Paint Your Wagon, My Fair Lady, Camelot, Gigi)
- Robert Lopez (Avenue Q, The Book of Mormon)
- Heiner Lürig (Ein Sommernachtstraum, Kleider machen Liebe oder: Was ihr wollt, The Tempest – Der Sturm, Wie es euch gefällt)

### M
- Galt MacDermot (Hair)
- Henry Mancini (Victor/Victoria)
- Dennis Martin (Bonifatius – Das Musical, Elisabeth – Die Legende einer Heiligen, Die Päpstin – Das Musical, Kolpings Traum, Die Schatzinsel, Der Medicus)
- Todd Matshikiza (King Kong)
- Alan Menken (Der kleine Horrorladen (engl. Titel: Little Shop of Horrors), Die Schöne und das Biest (engl. Titel: Beauty and the Beast), Der Glöckner von Notre Dame, The Little Mermaid, Sister Act, Newsies, Aladdin)
- Lin-Manuel Miranda (Hamilton, In the Heights)

### N
- Gerd Natschinski (Mein Freund Bunbury, Messeschlager Gisela, Servus Peter, Caballero)
- Frank Nimsgern (Der Ring, Falco, Jack the Ripper)
- Maurizio Nobili Reise um die Erde in 80 Tagen, Pinocchio, Till Eulenspiegel

### O
- Richard O’Brien (The Rocky Horror Show)

### P
- Benj Pasek und Justin Paul (Dogfight – Ein hässliches Spiel, A Christmas Story: The Musical)
- Robert Persché (Der Zauberlehrling, Aladdin und die Wunderlampe, Der Zauberer von Oz, Eine Weihnachtsgeschichte [u. a.])
- Cole Porter (Gay Divorce, Anything Goes; Kiss Me, Kate; Can-Can, Silk Stockings)
- Gerard Presgurvic (Roméo et Juliette, de la Haine à l’Amour, Autant en Emporte le Vent (Vom Winde verweht))

### R
- A. R. Rahman (Bombay Dreams)
- Jimmy Roberts (I Love You, You’re Perfect, Now Change; The Thing About Men)
- Mary Rodgers (Once Upon on a Matress)
- Richard Rodgers und Oscar Hammerstein (Oklahoma!, Carousel, South Pacific, The King and I, Cinderella, The Sound of Music)
- Richard Rodgers und Lorenz Hart (On Your Toes, Babes in Arms, The Boys from Syracuse, Pal Joey)

### S
- Harry Schärer (Space Dream, Twist of Time)
- Harvey Schmidt und Tom Jones (The Fantasticks, Mirette)
- Jochen Frank Schmidt, (Die Lust am Leben), (Herzklopfen (Musical)), (Lichterloh (Musical)), Bikini-Skandal (Musical)
- Claude-Michel Schönberg (Les Misérables, Miss Saigon, Martin Guerre, The Pirate Queen)
- Arthur Schwartz (The Band Wagon, By the Beautiful Sea)
- Stephen Schwartz (Godspell, Pippin, Pocahontas, The Prince of Egypt, Wicked – Die Hexen von Oz)
- Marc Shaiman (Hairspray, Catch Me If You Can, Charlie and the Chocolate Factory)
- Richard M. Sherman und Robert B. Sherman (Mary Poppins (Film) und Mary Poppins (Bühnenversion), Das Dschungelbuch, Tschitti Tschitti Bäng Bäng, Aristocats, Die tollkühne Hexe in ihrem fliegenden Bett)
- Stephen Sondheim (A Funny Thing Happened on the Way to the Forum, Anyone Can Whistle, Evening Primrose, Company, Follies, A Little Night Music, Pacific Overtures, Sweeney Todd, Merrily We Roll Along, Sunday in the Park with George, Into the Woods, Assassins, Passion, The Frogs, Road Show, außerdem Liedtexte zu West Side Story und Gypsy)
- Jim Steinman (Tanz der Vampire, Dance of the Vampires)
- Dave Stewart (Barbarella)
- Charles Strouse (Bye Bye Birdie, Applause, Annie)
- Jule Styne (Blondinen bevorzugt, Gypsy, Funny Girl)
- Karel Svoboda (Dracula, Monte Christo)

### T
- Jeanine Tesori (Violet, Thoroughly Modern Millie; Caroline, or Change)
- Fritz Tiller (Anstoß für Claudia, Das Gespenst von Canterville)
- Pete Townshend (Tommy, Quadrophenia)

### U
- Björn Ulvaeus und Benny Andersson (Chess, Kristina från Duvemåla, Mamma Mia!)

### W
- Oliver Wallace (Dumbo, Cinderella, Alice im Wunderland, Peter Pan, Susi und Strolch)
- Harry Warren (42nd Street)
- Andrew Lloyd Webber (The Likes of Us, Joseph and the Amazing Technicolor Dreamcoat, Jesus Christ Superstar, By Jeeves, Evita, Tell Me on a Sunday, Cats, Song and Dance, Starlight Express, Cricket, Das Phantom der Oper, Aspects of Love, Sunset Boulevard, Whistle Down the Wind, The Beautiful Game, The Woman in White, Liebe stirbt nie, Stephen Ward)
- Konstantin Wecker (Hundertwasser-Musical, Ludwig²)
- Kurt Weill (Knickerbocker Holiday, Lady in the Dark, One Touch of Venus, Street Scene, Lost in the Stars)
- Frank Wildhorn (Jekyll & Hyde, The Scarlet Pimpernel, Dracula, Rudolf – Affaire Mayerling, Der Graf von Monte Christo, Bonnie & Clyde, Wonderland, Arthus-Excalibur; drei zusätzliche Titel zu Victor/Victoria)
- Meredith Willson (The Music Man, The Unsinkable Molly Brown)
- Eric Woolfson (Freudiana, Gaudí, Gambler, Dancing with Shadows, Edgar Allan Poe)

### Y
- Maury Yeston (Nine, Phantom, Titanic – Das Musical)
- Vincent Youmans (No, No, Nanette)